# 澳門旅遊大學教學餐廳
澳門旅遊大學教學餐廳（英語：UTM Educational Restaurant），是一所位於澳門半島望廈山內，由澳門旅遊大學營運的一所教學實習之餐廳，屬該學院望廈校區其中一部分，是繼望廈迎賓館後另一個為該學院就讀相關課程的學生所提供的培訓單位，在行政架構上稱為餐飲實習處。該餐廳於2009年入選米芝蓮推介後，更於2013年起在《香港澳門米芝蓮指南》中入選「米芝蓮必比登美食推介」，其後於2021年起公佈的《香港澳門米芝蓮指南》中另外再榮獲「米芝蓮綠星」的餐廳，是澳門首間獲得「米芝蓮綠星」榮譽之餐廳；同年更入選「亞洲 50 最佳餐廳」首設之「亞洲之粹」名單。

## 特色
位於望廈山的澳門旅遊大學教學餐廳不僅是對永續美食的貢獻備受認可，包括利用餐廳戶外空間種植一些食材，利用本地食材及種值香草等，以及採用廚餘及環境管理體系。
教學餐廳是澳門旅遊大學的實習單位，為學生提供學以致用的環境，使其服務質素達到國際水準。其提供具傳統特式的澳葡佳餚，環境現代舒適，透過學院的專業廚師精心烹調的經典美食及學生熱情優質的服務態度，再結合各式葡萄牙酒類，讓賓客能夠真正體驗澳葡好客之道，讓此成為與別不同的用餐地方。
自2010年起，旅遊學院與透過與土生葡人合作合辦一些關於澳門土生葡菜的宣傳及示範活動，與土生葡人美食聯誼會簽署合作協議，目的是共同促進澳門土生葡人美食知識的交流和推廣。除協助推動宣傳外，學院更出版《新式葡國菜》、《美食之旅》等書籍。多年來，學院為公眾和餐飲業界提供土生菜和葡國菜的專業培訓課程，同時在廚藝管理學士學位課程上加入土生菜的教學元素，讓年青人認識土生菜的起源、演變和特色。學院目前正籌建廚藝中心，加強對土生菜方面的研究和培訓。

## 菜式
菜式以澳門土生葡菜為主。2021年，中華人民共和國國務院公佈了第五批「國家級非物質文化遺產代表性項目名錄」，由澳門申報的三項非物質文化遺產項目包括“土生葡人美食烹飪技藝”入選名錄；澳門旅遊大學成為該項目之保護單位。旅大透過開設 “澳門土生菜”烹飪課程；又聯同旅遊局、文化局及澳門國際研究所等單位，推出網頁版的澳門土生菜資料庫，並於學院圖書館設澳門土生菜資料庫專題室，提供一系列珍藏食譜、手稿、土生菜書籍及刊物等舉措，以宣揚及傳承“土生葡人美食烹飪技藝”。
部分面臨失傳的舊菜式目前可通過教學餐廳的餐牌上找到，包括蒸釀苦瓜（margoso lorcha）、澳門式炒雜菜（bredo raba raba）、醃楊桃（sambal de carambola）及黃糖蛋（jagra com ovos）。另外澳門式蝦醬（balichão）、無花果糖漿（xarope de figo）、蟲仔餅（genetes）和冬瓜果醬（doce de camalenga）等，另於節假日期間提供澳門傳統蛋糕包括細路仔蛋糕（bolo menino）和菠蘿蛋糕（bolo de ananás）作出售。而教學餐廳內更在設置澳門土生葡人美食專區，展示珍藏食譜手稿、書籍、雜誌、學術論文和視頻供用餐人士閱讀及觀看。

## 營業時間
教學餐廳由2023年3月27日起調整服務時間，為周一至周六12:00-15:00及18:30-22:00。並於逢週六午餐及晚餐時段恢復推出土生菜自助餐。

## 獎項
- Tripadvisor中文官網到到網「2012卓越獎」、「2013卓越獎」[14][15]
- 2021年起：米芝蓮綠星[16]
- 2013年起：《米芝蓮指南香港、澳門》之「米芝蓮車胎人美食」餐廳[17]
- 2021年3月：「亞洲 50 最佳餐廳」之「亞洲之粹」名單[18]
- 2021年7月：香港品質保證局 (HKQAA) 之危害分析與關鍵控制點(HACCP)認證[19]

## 外部連結
- 澳門旅遊大學教學餐廳專題網站 （页面存档备份，存于）
- 澳門旅遊大學教學餐廳 Facebook專頁